# 繡色櫛咽麗魚
繡色櫛咽麗魚（学名：Ctenopharynx pictus）為輻鰭魚綱鱸形目隆頭魚亞目慈鯛科的其中一種，分布於非洲馬拉威湖流域，棲息深度可達78公尺，體長可達12.6公分，棲息在有沉積物的岩石底質水域，成群活動，以小型無脊椎動物及橈腳類為食，生活習性不明，可做為觀賞魚。